# Kaj Uno Johansson
Kaj Uno Johansson (* 24. Mai 1937; † 3. September 1965) war ein finnischer Radrennfahrer und nationaler Meister im Radsport.

## Sportliche Laufbahn
Johansson war Straßenradsportler. 1959 gewann er die nationale Meisterschaft im Straßenrennen. 1961 wurde er beim Sieg von Unto Hautalahti Dritter der Meisterschaft. 1962 gewann er das älteste finnische Eintagesrennen Porvoon ajot.
Die Internationale Friedensfahrt bestritt Johansson zweimal. 1959 wurde er 56. und 1960 77. der Gesamtwertung.